# シェル・ナイジェリア
シェル・ナイジェリア（Shell Nigeria、Shell Petroleum Development Company of Nigeria Limited, SPDC）は、ナイジェリアの石油企業。ナイジェリアで80以上の油田からの石油生産の40%（1997年で日量899,000バレル）を占めるシェルを中心とした開発部門の合弁会社である。SPDCは100以上の油田を占有し、6,000Km以上のパイプラインと、87の供給施設を持つ。また海岸に2つの輸出ターミナルを持つ。シェルは1960年代からナイジェリアで操業し最初に採掘を開始した。
SPDC出資企業はナイジェリア国営石油会社 (Nigerian National Petroleum Corporation)  (55%) シェル (30%) トタル (10%) アジップ (5%) である。SPDCの他にシェル系は数社ある。
- Shell Nigeria Exploration and Production Company (SNEPCO)

海底油田向け
- Shell Nigeria Gas (SNG)

天然ガス開発
- Shell Nigeria Oil Products (SNOP)

商品開発、ブランド戦略部門
- Nigeria Liquified Natural Gas (NLNG)

液化天然ガスの備蓄関連

## 人権に関する論議
1990年代にニジェール・デルタでオゴニとシェルの緊張が高まった。ニジェールデルタにおける環境破壊と住民の排除に関して、1993年にシェルとナイジェリア政府に対するオゴニ民族生存運動による大規模な抗議行動が行われた。これに対しシェルはオゴニ地域での操業を停止し、ナイジェリア政府はオゴニの村を襲い、ケン・サロ＝ウィワら指導者を逮捕し、虚偽の罪名で処刑した。処刑にはイギリス連邦もナイジェリアの参加資格を一時停止する処分をとった。これらは後に国連人権委員会においてソリ・ソラブジー特別報告者が派遣され論議された。2001年のグリーンピースのシェルのブラジルでの操業に関する報告書は「彼らを起訴した証人2人がシェルと軍から金と職の斡旋の約束を得ていた。シェルは軍に金を与えていたことを認めた。」ことをシェルの前例として挙げている。2003年12月にシェルナイジェリアは「我々は時折契約を取り土地の利用権を得るために、共同体の代表と取引し紛争を助長した」と認めた。シェルナイジェリアは改善中であると報告しているが、アムネスティ・インターナショナル等により別の事例も報告されている。

## 脚註
1. ↑  Soli Jehangir Sorabjee, QUESTION OF THE VIOLATION OF HUMAN RIGHTS AND FUNDAMENTAL FREEDOMS IN ANY PART OF THE WORLD, WITH PARTICULAR REFERENCE TO COLONIAL AND OTHER DEPENDENT COUNTRIES AND TERRITORIES, COMMISSION ON HUMAN RIGHTS E/CN.4/1998/62, 16 February 1998.
2. ↑  Karen Suassuna, CONTAMINATION IN PAULÍNIA BY ALDRIN, DIELDRIN, ENDRIN AND OTHER TOXIC CHEMICALS PRODUCED AND DISPOSED OF BY SHELL CHEMICALS OF BRAZIL, Greenpeace Brazil, São Paulo, April 24th, 2001.
3. ↑  "Shell admits fuelling corruption", BBC News, 11 June, 2004.
4. ↑  2003 PEOPLE AND THE ENVIRONMENT Annual Report
5. ↑  「原油産地ニジェール・デルタから人権侵害の新たな証拠」アムネスティ発表国際ニュース AI Index: AFR 44/025/2005 2005年11月3日